# Торре-Санта-Сузанна
Торре-Санта-Сузанна (італ. Torre Santa Susanna, сиц. Torri) — муніципалітет в Італії, у регіоні Апулія, провінція Бриндізі.
Торре-Санта-Сузанна розташоване на відстані близько 470 км на схід від Рима, 105 км на південний схід від Барі, 26 км на південний захід від Бриндізі.
Населення — 10 660 осіб (2014).
Щорічний фестиваль відбувається 11 серпня. Покровитель — Santa Susanna.

## Демографія
Населення за роками:

Станом на 1 січня 2023 року в муніципалітеті офіційно проживали 174 іноземці з 36 країн, серед них 44 громадяни країн Євросоюзу та 8 громадян України.

## Сусідні муніципалітети
- Ерк'є
- Мезаньє
- Орія
- Сан-Панкраціо-Салентино